# St Mary's Bay
St Mary's Bay es una localidad situada en el distrito de Folkestone and Hythe, en Kent, en Inglaterra (Reino Unido). Según el censo de 2021, tiene una población de 3000 habitantes.
Ubicada en Romney Marsh, tiene una larga playa de arena que se extiende al norte hasta Dymchurch y al sur hasta Littlestone-on-Sea. 